# Десетична класификация на Дюи
Десетичната класификация на Дюи или десетична система на Дюи (на английски: Dewey Decimal Classification (DDC), Dewey Decimal System) е система за библиотечна класификация, разработена от американеца Мелвил Дюи през 1876 година. Оттогава насам е подложена на поне 22 значителни преработки, последната от които през 2011 г.
Десетичната класификация въвежда термините относителна локация и относителен индекс, които позволяват новите книги да бъдат добавяни в библиотека в подходящо място, въз основа на предмета. Преди това библиотеките подреждат книгите според реда на придобиване, а не според темата.

## История
Дюи оформя идеята си за работейки класификационна система като библиотекар в колежа в Амхърст. Целта му е да осигури бързо и лесно намирането на книги по всеки въпрос благодарение на систематичното им групиране по съдържание. Първият вариант на създадената от него Десетична класификация (1876) включва около хиляда деления и е с обем 42 страници. Създавайки таблиците за практическите нужди на своята библиотека, Дюи не подозира, че след време тя ще му донесе световна известност. Представя я за първи път на първата международна конференция на библиотекарите (Лондон, 1877), в която участват 219 делегати от 9 страни. Системата е приета със смесени чувства – някои изразяват недоверие, други неприязън, а трети я наричат гениална.
Класификацията на Дюи се появява по времето на най-интензивното развитие на обществените библиотеки в САЩ и съдейства за въвеждане на свободния достъп на читателите до фондовете, което е най-големият принос на САЩ в библиотекознанието и демократизирането на библиотеките.
През 1895 г. в Брюксел е създаден Международният библиографски институт (МБИ), а неговите основатели – белгийските юристи и библиографи Пол Отле (1868 – 1944) и Анри Лафонтен (1853 – 1943), си поставят грандиозната задача да създадат световен библиографски указател, включващ всички печатни произведения в света, издадени от началото на книгопечатането до края на ХІХ в. Изборът им на система е класификацията на М. Дюи. В резолюцията на първата международна конференция на библиографите, проведена на 14.09.1895 г., е записано: „Конференцията смята, че Десетичната класификация дава напълно удовлетворителни резултати от гледна точка на международната практика“.

## Описание
Системата от условни означения на Дюи използва за основните класове трицифрени арабски цифри, с частични десетични знаци, позволяващи разклоняване за повече подробности. Това позволява гъвкавост, като броят на числата може да бъде увеличаван, за да се обхванат специалните аспекти на по-общите теми.
Днес библиотеките дават класификационен номер според Универсална десетична класификация, който недвусмислено локализира книгата според нейния предмет. Номерът дава възможност да се намери всяка книга и след това да се върне на правилното място на библиотечните рафтове. Системата за класификация се използва в 200 000 библиотеки в най-малко 135 страни.